# Henri Duez
Henri Duez   (La Comté, 18 de desembre de 1937 - Beuvry, 6 de març de 2025) va ser un ciclista francès que fou professional entre 1960 i 1967, sempre sota les ordres de l'equip Peugeot. Durant la seva carrera aconseguí 4 victòries, entre elles la Volta a Catalunya de 1961. Va participar als Jocs Olímpics d'Estiu de 1960.

## Palmarès
- 1959
  - 1r a la Ruta de França
- 1961
  -  1r a la Volta a Catalunya i vencedor d'una etapa
- 1962
  - Vencedor d'una etapa al Critèrium del Dauphiné Libéré
- 1965
  - 1r a Lubersac

### Resultats al Tour de França
- 1961. Abandona (2a etapa)
- 1962. Abandona (5a etapa)
- 1963. 26è de la classificació general
- 1964. 18è de la classificació general
- 1965. 14è de la classificació general
- 1966. 51è de la classificació general